# Paratanytarsus tenuis
Paratanytarsus tenuis is een muggensoort uit de familie van de dansmuggen (Chironomidae). De wetenschappelijke naam van de soort is voor het eerst geldig gepubliceerd in 1830 door Meigen.